# Italijansko nogometno prvenstvo 1928-29
Italijansko nogometno prvenstvo 1928-29.
Zmagovalna ekipa je bila Bologna.

## Kvalifikacije

### Skupina A

#### Razvrstitev
|     | Ekipa               | Točke | GP | W  | D  | L  | GF  | GA | +/- | Comments                                 |
| --- | ------------------- | ----- | -- | -- | -- | -- | --- | -- | --- | ---------------------------------------- |
| 1.  | Torino              | 48    | 30 | 21 | 6  | 3  | 115 | 31 | +84 | Se uvrstila naprej in sprejeta v Serie A |
| 2.  | Milano              | 42    | 30 | 18 | 6  | 6  | 64  | 34 | +30 | Sprejeta v Serie A                       |
| 3.  | Roma                | 40    | 30 | 17 | 6  | 7  | 71  | 34 | +37 | Sprejeta v Serie A                       |
| 3.  | Alessandria         | 40    | 30 | 16 | 8  | 6  | 64  | 47 | +17 | Sprejeta v Serie A                       |
| 5.  | Pro Patria          | 36    | 30 | 15 | 6  | 9  | 68  | 52 | +16 | Sprejeta v Serie A                       |
| 6.  | Modena              | 35    | 30 | 14 | 7  | 9  | 59  | 51 | +8  | Sprejeta v Serie A                       |
| 7.  | Livorno             | 32    | 30 | 13 | 6  | 11 | 61  | 62 | -1  | Sprejeta v Serie A                       |
| 8.  | Padova              | 30    | 30 | 11 | 8  | 11 | 53  | 58 | -5  | Sprejeta v Serie A                       |
| 9.  | Triestina           | 29    | 30 | 12 | 5  | 13 | 60  | 68 | -8  | Sprejeta v Serie A(*)                    |
| 10. | Casale              | 23    | 30 | 8  | 7  | 15 | 59  | 72 | -13 | Sprejeta v Serie B                       |
| 10. | La Dominante Genova | 23    | 30 | 8  | 7  | 15 | 38  | 68 | -30 | Sprejeta v Serie B                       |
| 10. | Novara              | 23    | 30 | 8  | 7  | 15 | 40  | 77 | -37 | Sprejeta v Serie B                       |
| 13. | Bari                | 22    | 30 | 6  | 10 | 14 | 38  | 61 | -23 | Sprejeta v Serie B                       |
| 14. | Atalanta            | 20    | 30 | 6  | 8  | 16 | 27  | 53 | -26 | Sprejeta v Serie B                       |
| 15. | Prato               | 19    | 30 | 7  | 5  | 18 | 36  | 63 | -27 | Sprejeta v Serie B                       |
| 16. | Legnano             | 18    | 30 | 7  | 4  | 19 | 33  | 68 | -35 | Sprejeta v Serie B                       |

(*) Sprva je bila Triestina določena, da igra v Serie B, toda pozneje je bila sprejeta v Serie A.

#### Tabela rezultatov
Domače ekipe so navedene v levem stolpcu, medtem ko so gostujoče v zgornji vrstici.
Predloga:Football (soccer) table results 16 teams

### Skupina B

#### Razvrstitev
|     | Ekipa        | Točke  | GP | W  | D | L  | GF | GA  | +/- | Comments                                 |
| --- | ------------ | ------ | -- | -- | - | -- | -- | --- | --- | ---------------------------------------- |
| 1.  | Bologna      | 49     | 30 | 22 | 5 | 3  | 84 | 32  | +52 | Se uvrstila naprej in sprejeta v Serie A |
| 2.  | Juventus     | 41     | 30 | 16 | 9 | 5  | 76 | 25  | +51 | Sprejeta v Serie A                       |
| 2.  | Brescia      | 41     | 30 | 18 | 5 | 7  | 67 | 35  | +32 | Sprejeta v Serie A                       |
| 4.  | Genova 1893  | 39     | 30 | 17 | 5 | 8  | 71 | 35  | +36 | Sprejeta v Serie A                       |
| 5.  | Pro Vercelli | 38     | 30 | 16 | 6 | 8  | 71 | 40  | +31 | Sprejeta v Serie A                       |
| 6.  | Ambrosiana   | 37     | 30 | 17 | 3 | 10 | 95 | 38  | +57 | Sprejeta v Serie A                       |
| 7.  | Cremonese    | 33     | 30 | 14 | 5 | 11 | 46 | 43  | +3  | Sprejeta v Serie A                       |
| 8.  | Lazio        | 29     | 30 | 13 | 3 | 14 | 47 | 39  | +8  | Sprejeta v Serie A(*)                    |
| 8.  | Napoli       | 29     | 30 | 11 | 7 | 12 | 61 | 64  | -3  | Sprejeta v Serie A(*)                    |
| 10. | Biellese     | 27     | 30 | 11 | 5 | 14 | 34 | 56  | -22 | Sprejeta v Serie B                       |
| 11. | Venezia      | 26     | 30 | 10 | 6 | 14 | 53 | 65  | -12 | Sprejeta v Serie B                       |
| 12. | Pistoiese    | 25     | 30 | 9  | 7 | 14 | 36 | 65  | -29 | Sprejeta v Serie B                       |
| 12. | Verona       | 25     | 30 | 10 | 5 | 15 | 32 | 73  | -41 | Sprejeta v Serie B                       |
| 14. | Fiumana      | 15(**) | 30 | 4  | 8 | 18 | 32 | 73  | -41 | Sprejeta v Serie B                       |
| 15. | Reggiana     | 13     | 30 | 3  | 7 | 20 | 51 | 103 | -52 | Sprejeta v Serie B                       |
| 16. | Fiorentina   | 12     | 30 | 5  | 2 | 23 | 26 | 96  | -70 | Sprejeta v Serie B                       |

(*) Lazio in Napoli sta bili določeni za kvalifikacijsko tekmo, toda obe ekipi sta bili sprejeti v Serie A.

(**) 1 točka odvzeta.

#### Tabela rezultatov
Domače ekipe so navedene v levem stolpcu, medtem ko so gostujoče v zgornji vrstici.
Predloga:Football (soccer) table results 16 teams
(*) Predaja.

(**) Odločila FIGC.

## Pokal Mitropa- Kvalifikacije

### Krog 2
| Ekipa #1 | Rez.     | Ekipa #2    |
| -------- | -------- | ----------- |
| Juventus | 1-0      | Ambrosiana  |
| Milano   | 2-2(pod) | Genova 1893 |

Repetition
| Ekipa #1    | Rez.     | Ekipa #2 |
| ----------- | -------- | -------- |
| Genova 1893 | 1-1(pod) | Milano   |

Genova 1893 was drawn to partecipate to the Mitropa Cup together with Juventus.

## Državni finale
| Team #1 | Agg. | Team #2 | 1st leg | 2nd leg |
| ------- | ---- | ------- | ------- | ------- |

| Bologna | 3-2 | Torino | 3-1 | 0-1 |

Tie-break
| Ekipa #1 | Rez. | Ekipa #2 |
| -------- | ---- | -------- |
| Bologna  | 1-0  | Torino   |